# Microrregión de Mossoró
La microrregión de Mossoró o Alto Oeste es una de las  microrregiones del estado brasileño del Rio Grande do Norte perteneciente a la mesorregión  Oeste Potiguar. Su población es de aproximadamente 310.000 habitantes y está dividida en seis municipios. Posee un área total de 4.198,951 km².

## Municipios
- Areia Branca
- Baraúna
- Grossos
- Mossoró
- Serra do Mel
- Tibau

- Datos: Q1987575